# عمارة عصر النهضة الجديدة

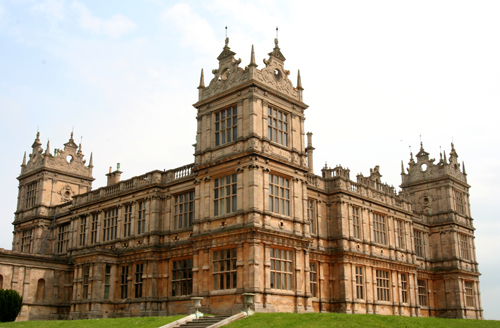
أبراج منت مور في باكينجهامشير، إنجلترا (1854). يظهر فيها إستعارة للعناصر المعمارية من عمارة عصر النهضة.

إحياء عمارة عصر النهضة أو عمارة عصر النهضة الجديدة (بالإنجليزية: Renaissance Revival architecture أو Neo-Renaissance) هو مصطلح يشير إلى العديد من الطرز المعمارية الإحيائية خلال القرن التاسع عشر، والتي لم تكن إغريقية (انظر الإحياء الإغريقي) ولا قوطية (انظر الإحياء القوطي)، وإنما استلهمت أفكارها من مجموعة واسعة من الفنون الإيطالية.
لقد ظهر هذا الطراز في مدينة فلورنسا الإيطالية ابتداء من القرن التاسع عشر، وتحت مُسمى واسع، وهو «عمارة عصر النهضة». حيث ذهب المعماريون إلى أبعد مما كان عليه هذا الطراز القديم، تعبيرًا عن الإنسانية. كما شمل أيضًا طرزاً يمكن إن تُنسب إلى عمارة الباروك.
يُشار بالذكر إلى أن الأشكال المتباينة التي تعود إلى عصر النهضة في أجزاء مختلفة من أوروبا، وخاصة في فرنسا وإيطاليا، قد أضافت صعوبة في تحديد والاعتراف بهذا الطراز الجديد. إلا أنه قد انتشر في عدد من الدول كما في إنجلترا، ألمانيا، روسيا، التشيك، المجر، والولايات المتحدة.

## اُصول عمارة عصر النهضة
يُنسب أصل عمارة عصر النهضة بشكل عام إلى فيليبو برونليسكي (1377–1446). طَمُح برونليسكي ومُعاصريه نحو إضفاء «نظام» أكبر في العمارة، يتمثل في تماثل قوي ونِسب دقيقة. نبعت الحركة من مراقبات للطبيعة وللتشريح الإنساني بشكل خاص.
تشكلت عمارة عصر النهضة الجديدة من التكوينات التي تطورت خلال عمارة عصر النهضة في فرنسا وليس فقط العمارة الإيطالية الأصلية. انخرط الفرنسيون في الحروب الإيطالية في السنوات الأولى من القرن السادس عشر، ولم يُحضروا معهم كنوز فن عصر النهضة كغنيمة حرب فقط، ولكن أيضًا أفكار أسلوبية متنوعة. في وادي اللوار، تم تنفيذ موجة بناء قصور باستخدام أساليب قوطية فرنسية تقليدية ولكن مع زخرفة بأشكال قورصات وأروقة وأعمدة ضحلة ومداميك من عمارة عصر النهضة الإيطالية.
في إنجلترا، ظهرت عمارة عصر النهضة على هيئة منازل كبيرة مربعة الطول مثل لونغ ليت غالبًا. كان لهذه المباني عادةً أبراجًا متناظرة مما يلمّح إلى التطور من العمارة المُحصنة في العصور الوسطى. يظهر هذا بشكل واضح في هاتفيلد هاوس الذي تم بناؤه بين عامي 1607 و1611 والذي تتواجد به أبراج القرون الوسطى مع قبة إيطالية كبيرة. هذا هو السبب في أن العديد من مباني عمارة عصر النهضة الجديدة الإنجليزية المبكرة تمتلك «قلاع هوائية» أكثر من نظرياتها الأوربية، والذي يُعزى مجددًا إلى الاحتكاك بالعمارة القوطية الجديدة.

## ولادة عمارة عصر النهضة الجديدة

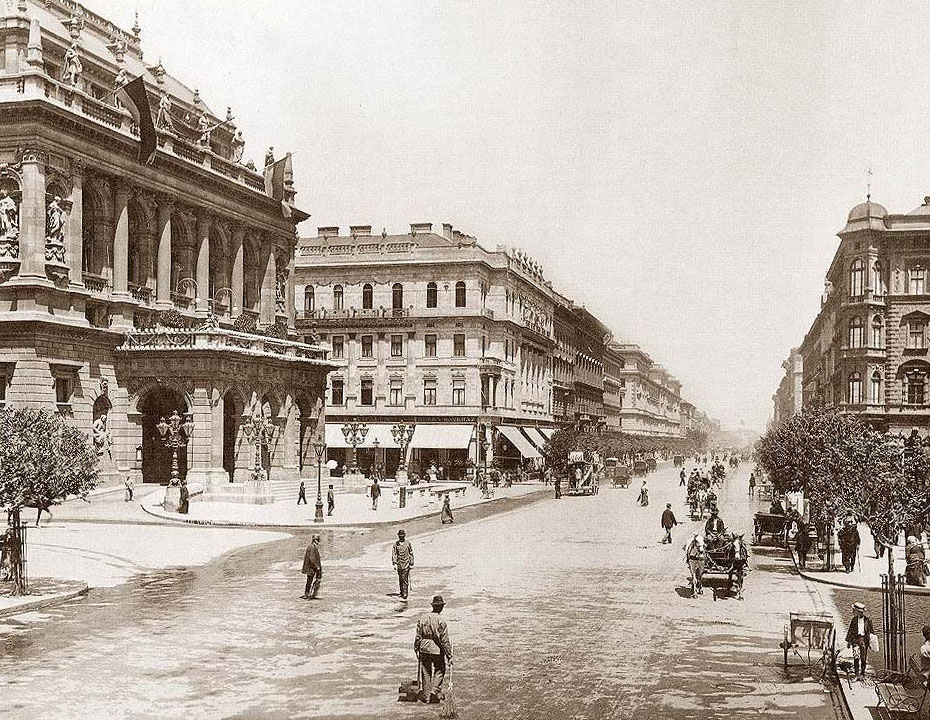
دار الأوبرا المجرية في جادة أندراسي في بودابست (1896).

عندما دَرجت عمارة عصر النهضة الجديدة في منتصف القرن التاسع عشر تجسدت ليس فقط بشكلها الأصلي كما رُؤي لأول مرة في إيطاليا، ولكن كهجين لكل أشكالها حسب أهواء المعماريين والأنماط، وهو نهج مُعتاد في منتصف وأواخر القرن التاسع عشر. تُعرِّف الأكاديميا المعاصرة الأساليب التي تبعت عصر النهضة بعمارة المانييريزمو والباروك، وهما أسلوبان معماريان مختلفان تمامًا، بل متعارضان حتى، ولكن معماريو منتصف القرن التاسع عشر فهِموها كجزء من سلسلة متصلة، غالبًا ما تسمى ببساطة «إيطالية»، ودمجوها بحرية معًا، وأضافوا لهما كذلك عمارة عصر النهضة كما مُورست لأول مرة في بلدان أخرى.
لهذا، تواجُد عمارة عصر النهضة الإيطالية والفرنسية والفلمنكية إلى جانب الاستعارات من الفترات اللاحقة يمكن أن يُسبب صعوبة كبيرة وجدل في التحديد الصحيح لأشكال عمارة القرن التاسع عشر المتنوعة. التمييز قد يكون شائكًا بين بعض أشكال مباني عصر النهضة الجديدة الفرنسية ومباني النهضة القوطية الجديدة في بعض الأحيان، إذ كان كلا الأسلوبين شائعًا في نفس الوقت خلال القرن التاسع عشر.
ونتيجة لذلك، بدأ نمط عمارة «عصر النهضة الجديدة» الواعي في الظهور لأول مرة في حوالي عام 1840، وبدأت هذه الحركة بالانحدار بحلول عام 1890. كان قصر السلام في لاهاي الذي انتهت أعمال بنائه عام 1913 بأسلوب عصر النهضة الجديدة الفرنسية الحاد أحد آخر المباني البارزة لهذا النمط.

## ملامح عمارة عصر النهضة الجديدة
واحدة من أكثر الملامح التي نُسخت على نطاق واسع لعمارة النهضة هي السلالم العظيمة من قلاع بلوا وشامبور. كانت قلعة بلوا مقر الإقامة المفضل للملوك الفرنسيين طوال فترة النهضة. أحد أقدم الأمثلة على عمارة عصر النهضة الفرنسية كان جناح فرانسيس الأول، الذي اكتمل بناءه في عام 1524، ويعد الدرج جزءًا لا يتجزأ منه. مثلّت عمارة النهضة الفرنسية مزيجًا من الطراز القوطي السابق إلى جانب تأثير إيطالي قوي تَمثل في الأقواس والممرات والدَرَابَزُونات، وبشكل عام تَوجُه تصميمي أكثر حرية مما كان في العصر القوطي السابق. تم تقليد درج قلعة بلوا الانتصاري منذ لحظة الانتهاء من بناءه تقريبًا، والذي كان بالتأكيد سابقًا ل «الدرج المزدوج» (الذي يُنسب أحيانًا إلى ليوناردو دا فينشي) في قلعة شامبور والذي بني بعد بضع سنوات.
أصبح الدرج الكبير -سواءً كان مُستمدًا من قلعة بلوا أو فيلا فارنيس- أحد ميزات عمارة عصر النهضة الجديدة. أصبح شائعًا للدرج أن يكون سمة للعمارة الخارجية وليس فقط الداخلية. بينما كان الدرج في قلعة بلوا مفتوحًا للعناصر في القرن التاسع عشر، ظهر استخدامٌ جديدٌ ومُبتكرٌ للزجاج كان قادرًا أن يوفر الحماية من الطقس، مما أعطى الدرج مظهرَ عصر نهضة مفتوح حقيقي في حين كان في السابق عنصر داخلي أساسي. استخدام آخر وأكثر جرأة للزجاج جعله من الممكن إعادة إنتاج أفنية عصر النهضة المفتوحة والمُحاطة بممرات لتصبح قاعات عالية مع سقف زجاجي. كانت هذه ميزة في أبراج مينتمور وعلى نطاق أوسع بكثير في جامعة وارسو للتكنولوجيا، إذ احتوى الفناء المزجج الكبير على درج ضخم. يُعتبر «درج جامعة وارسو للتكنولوجيا»، على الرغم من أنه يملك روح عمارة النهضة، أقرب للنمط الأخف تفاصيلًا والأكثر أعمدة لدرج أوتافيانو نوني الذي صممه للبابا غريغوريوس الثالث عشر في قصر كيرينالي في روما عام 1584، مما يدل على أن المعماريين مهما كان مكانهم اختاروا أنماطهم من عمارة النهضة الجديدة دون النظر إلى الجغرافيا.

## الإرث
بحلول بداية القرن العشرين، كان أسلوب عمارة عصر النهضة الجديدة مشهدًا مألوفًا في الشوارع الرئيسية لآلاف المدن الكبيرة والصغيرة حول العالم. بدأ الأسلوب في الاختفاء من جنوب أوروبا من حوالي عام 1900. ومع ذلك، كان لا يزال يٌمارس على نطاق واسع خلال الأعوام 1910-1920 في سانت بطرسبرغ وبوينس آيرس من قبل معماريين مثل ليون بينويس وماريان بيرتياتكوفيتش وفرانسيسكو تامبوريني.
من الشائع اليوم في إنجلترا أن يَجد المرء «قصور عصر النهضة الإيطالية» تشغّل كبنوك أو مباني بلدية في مراكز المدن حتى الصغيرة منها. قيل «إنها حقيقة معروفة أن القرن التاسع عشر لم يكن له أسلوب فني خاص به». بينما قد يكون هذا صحيحًا إلى حد ما، يمكن قول الشيء نفسه عن معظم العصور حتى أوائل القرن العشرين، تطورت عمارة عصر النهضة الجديدة بأيدي معماريين إقليمين إلى نمط لا يمكن التعرف عليه على الفور وكاشتقاق من عصر النهضة. في مظهر أقل وضوحًا، لعبت هذه العمارة دورًا خفيًا مهمًا في العمارة الشمولية لدول كثيرة، أبرزها العمارة الستالينية في الاتحاد السوفيتي، ويظهر هذا في أجنحة مركز معارض عموم روسيا.
عمارة عصر النهضة الجديدة، بسبب تنوعها، هي نمط العمارة الوحيد الذي وُجد بأشكال متنوعة جدًا ومع ذلك شاع في العديد من البلدان.

## أمثلة

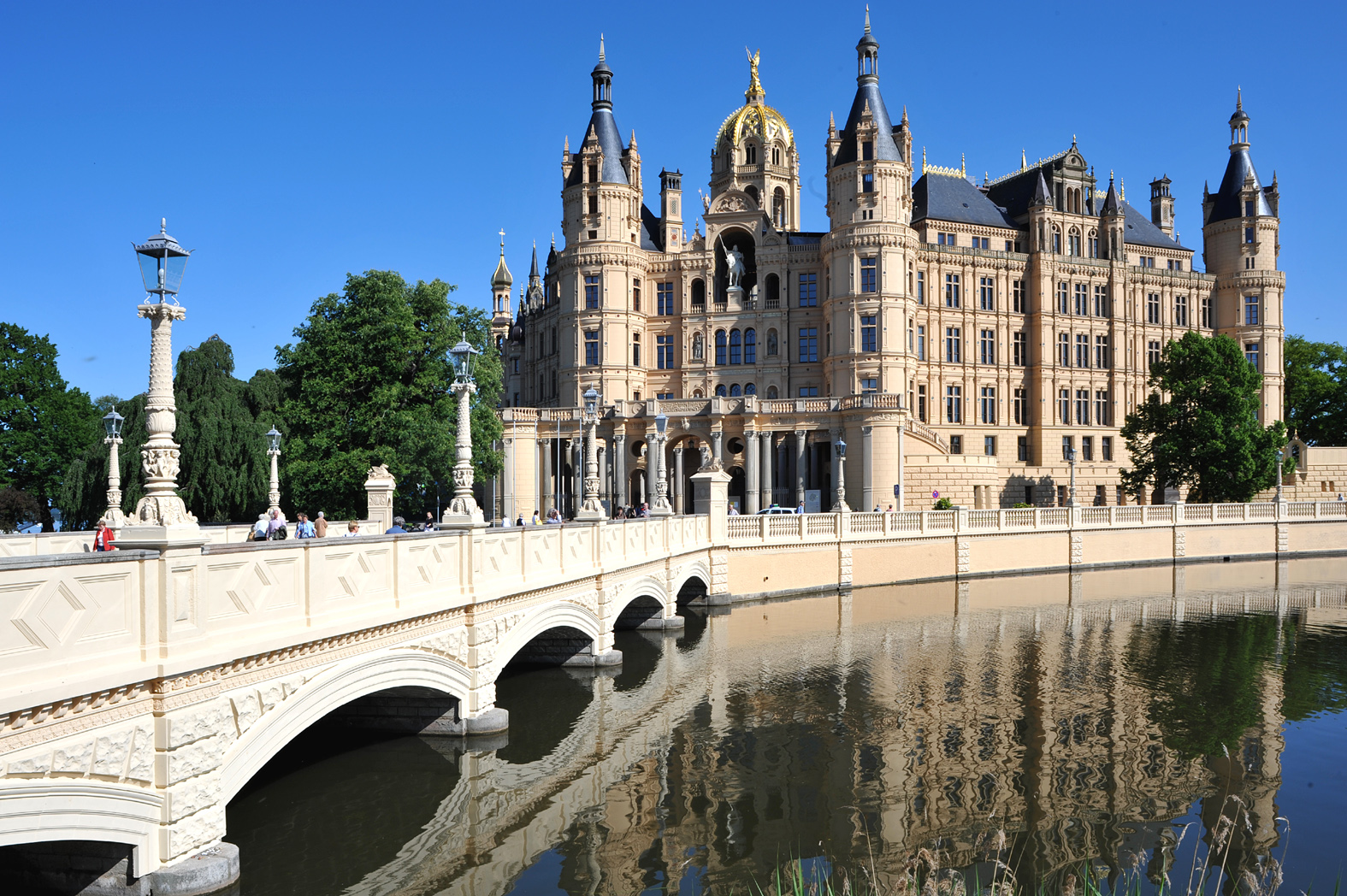
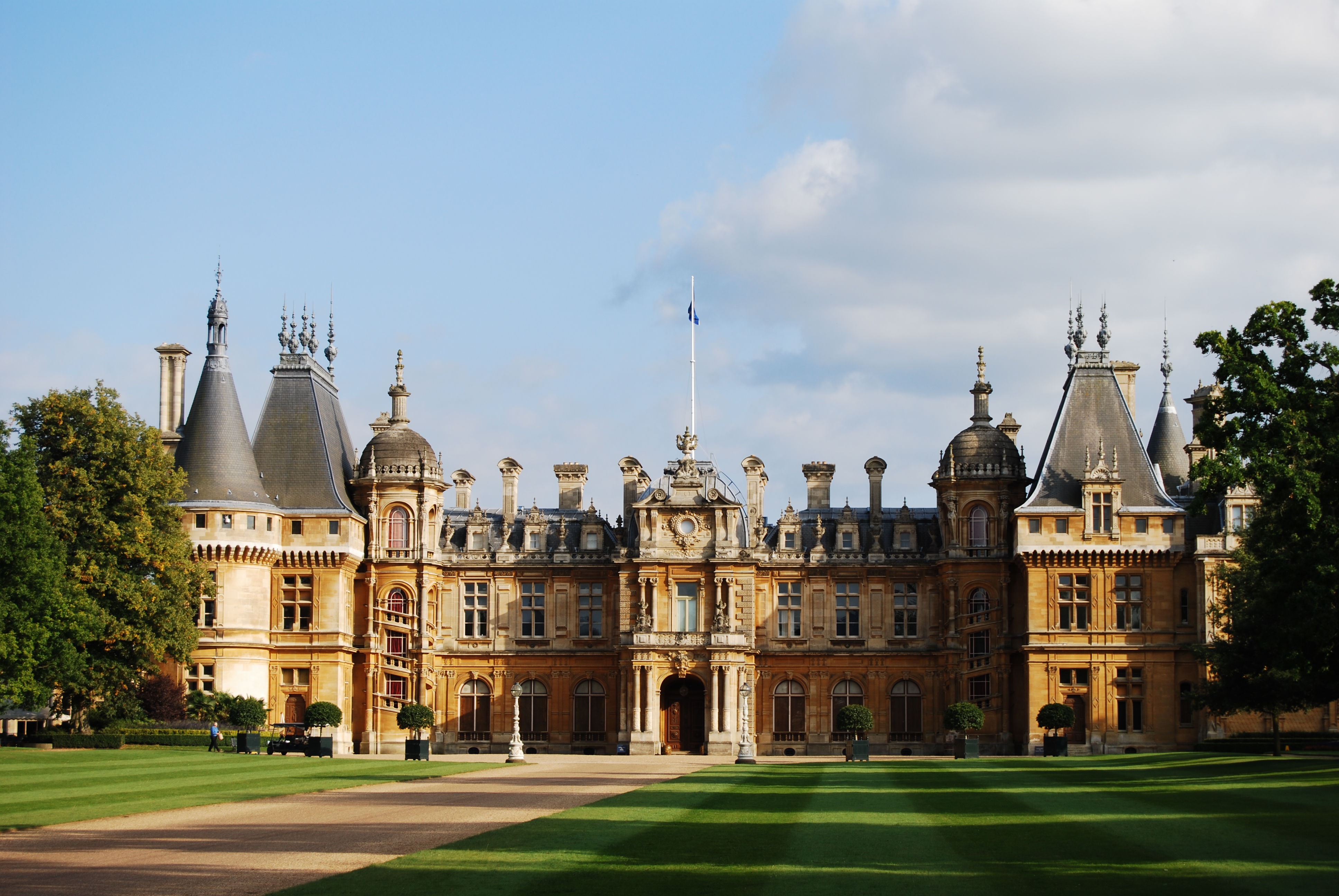
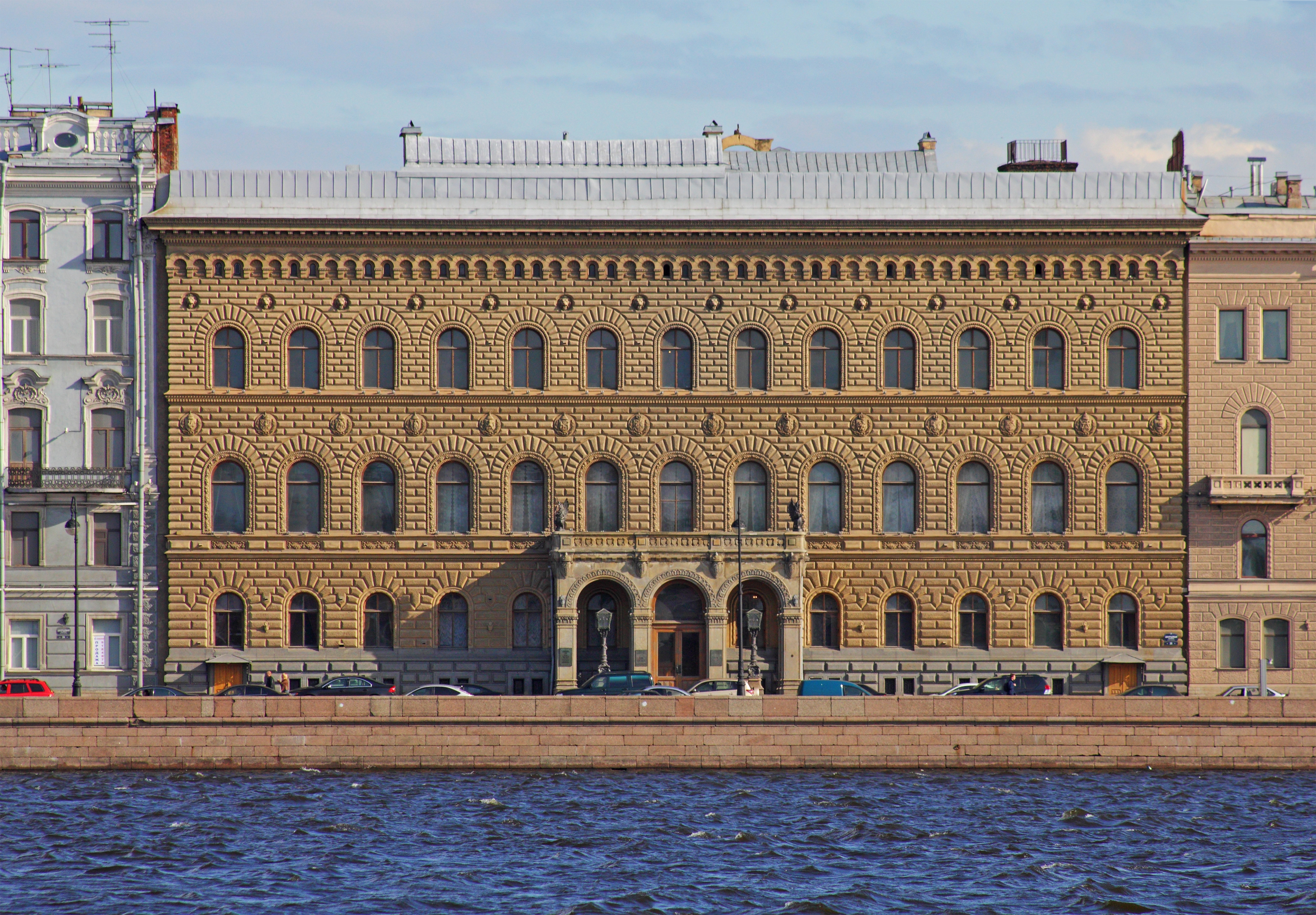
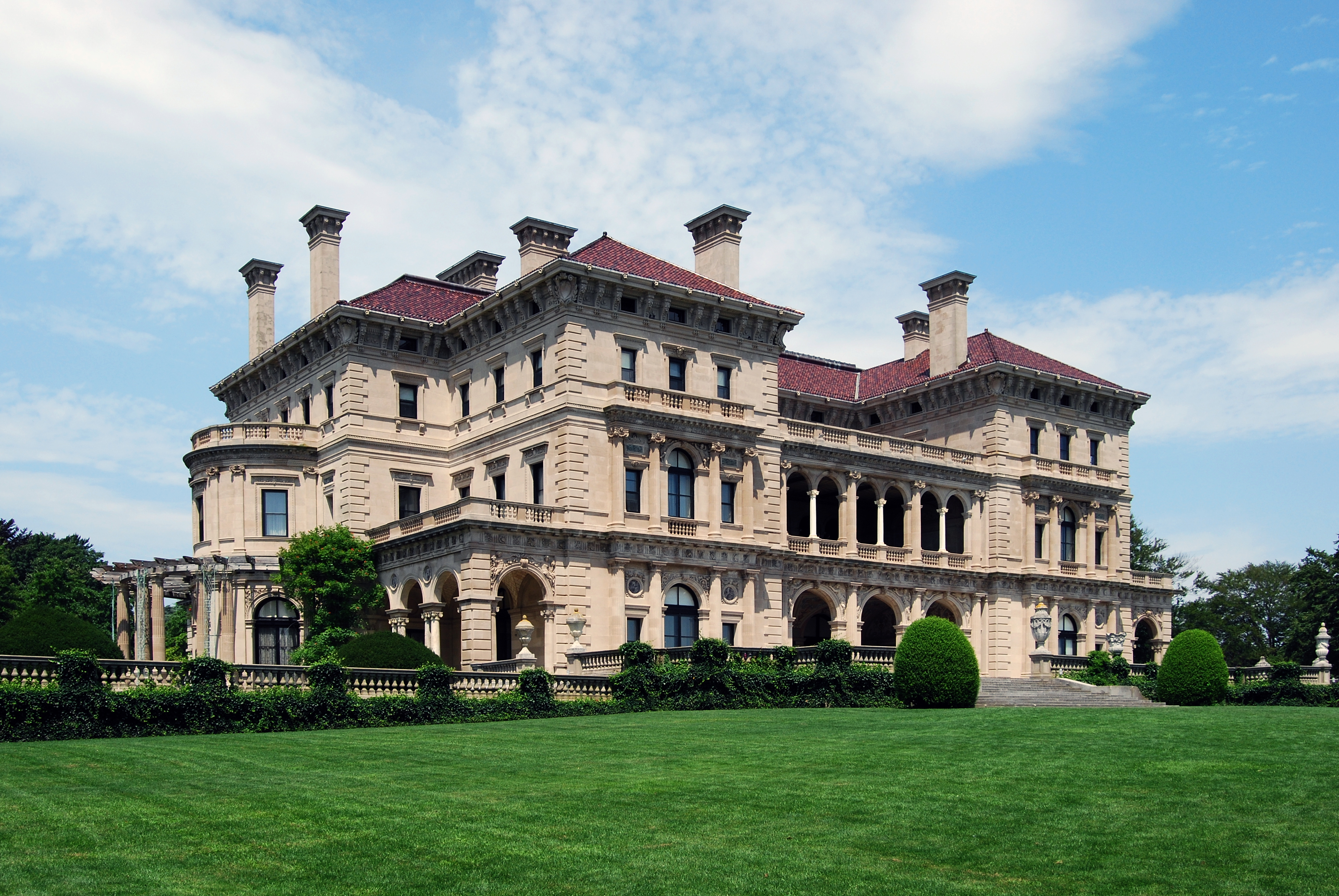

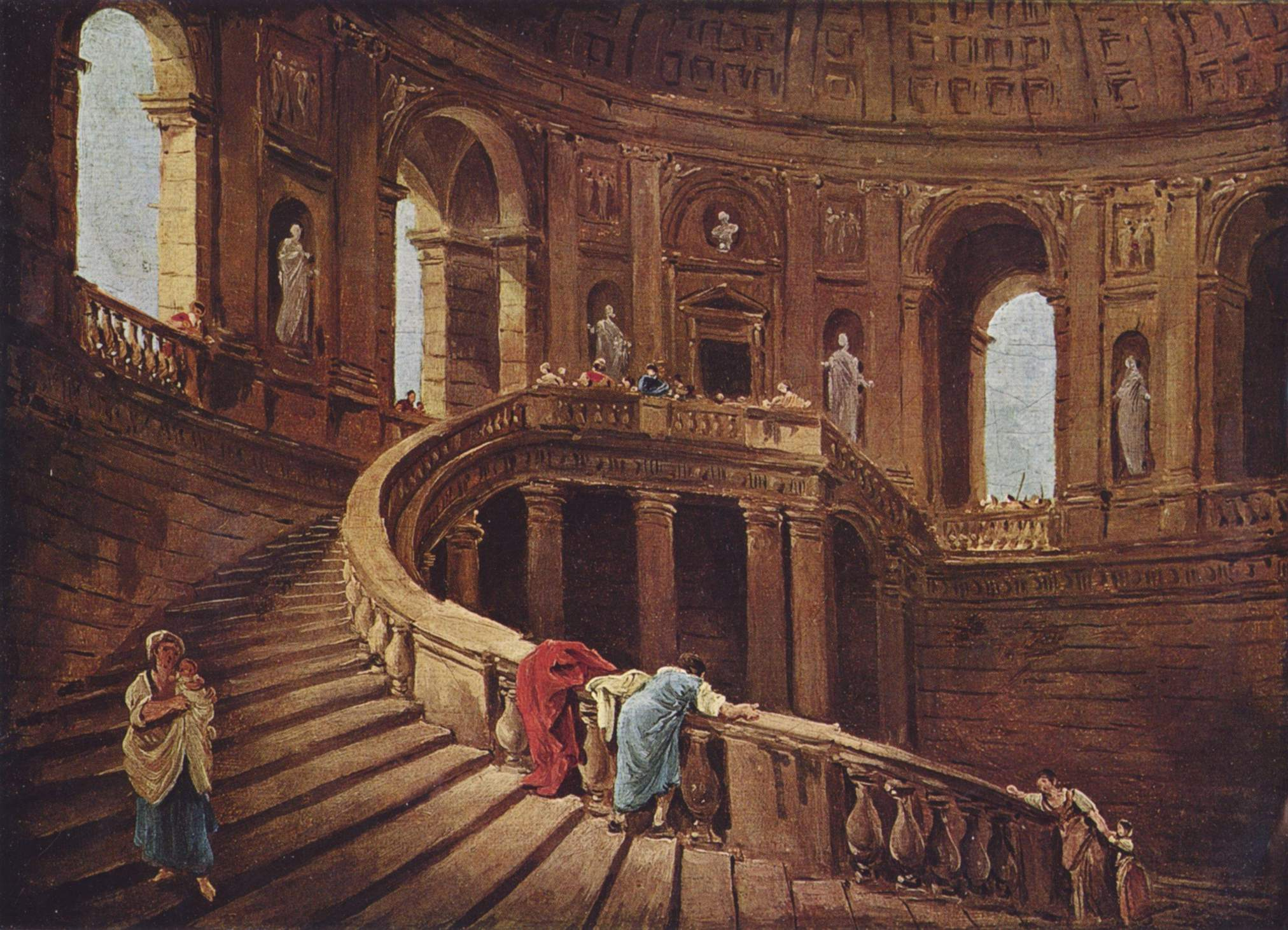
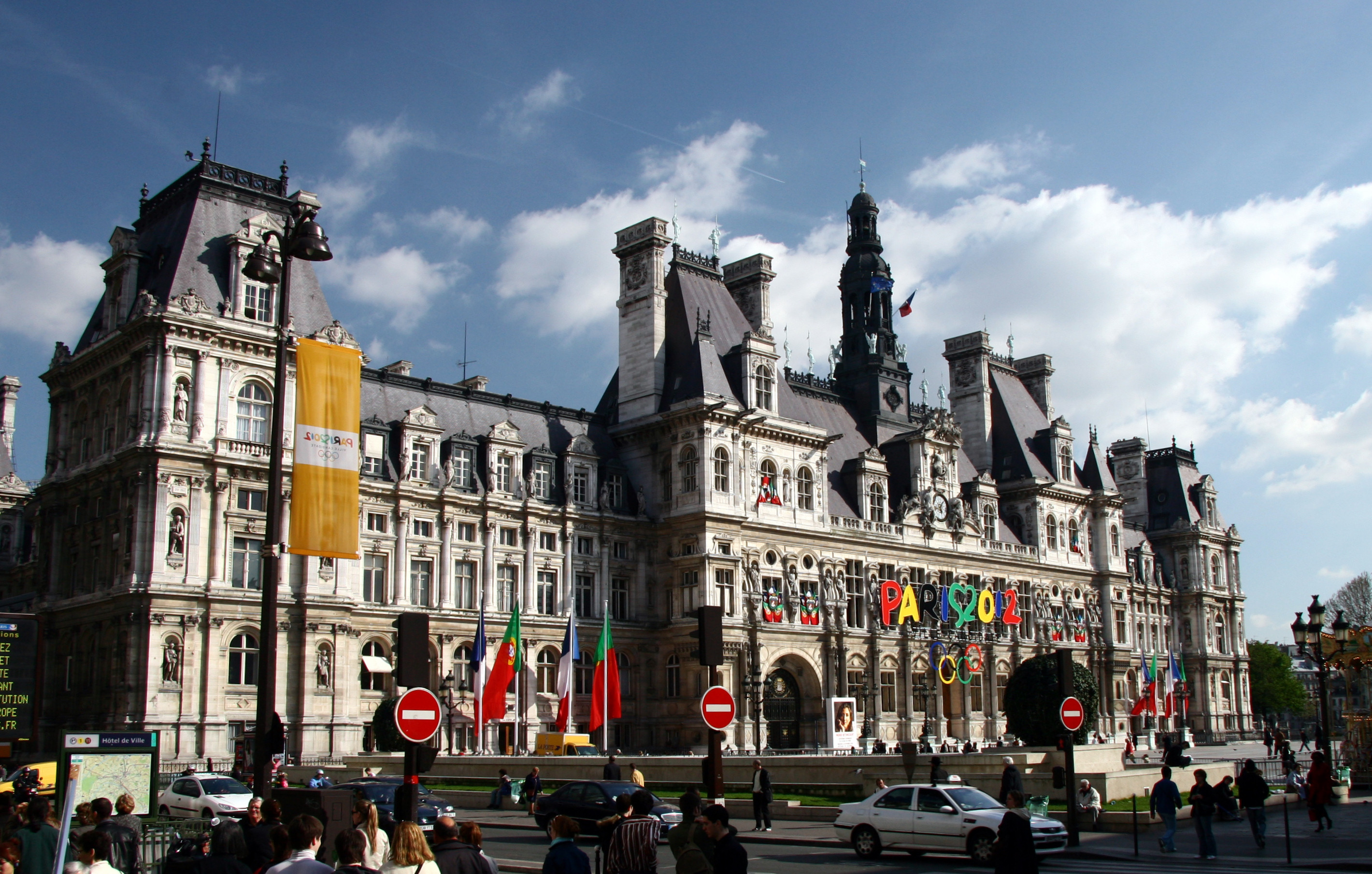
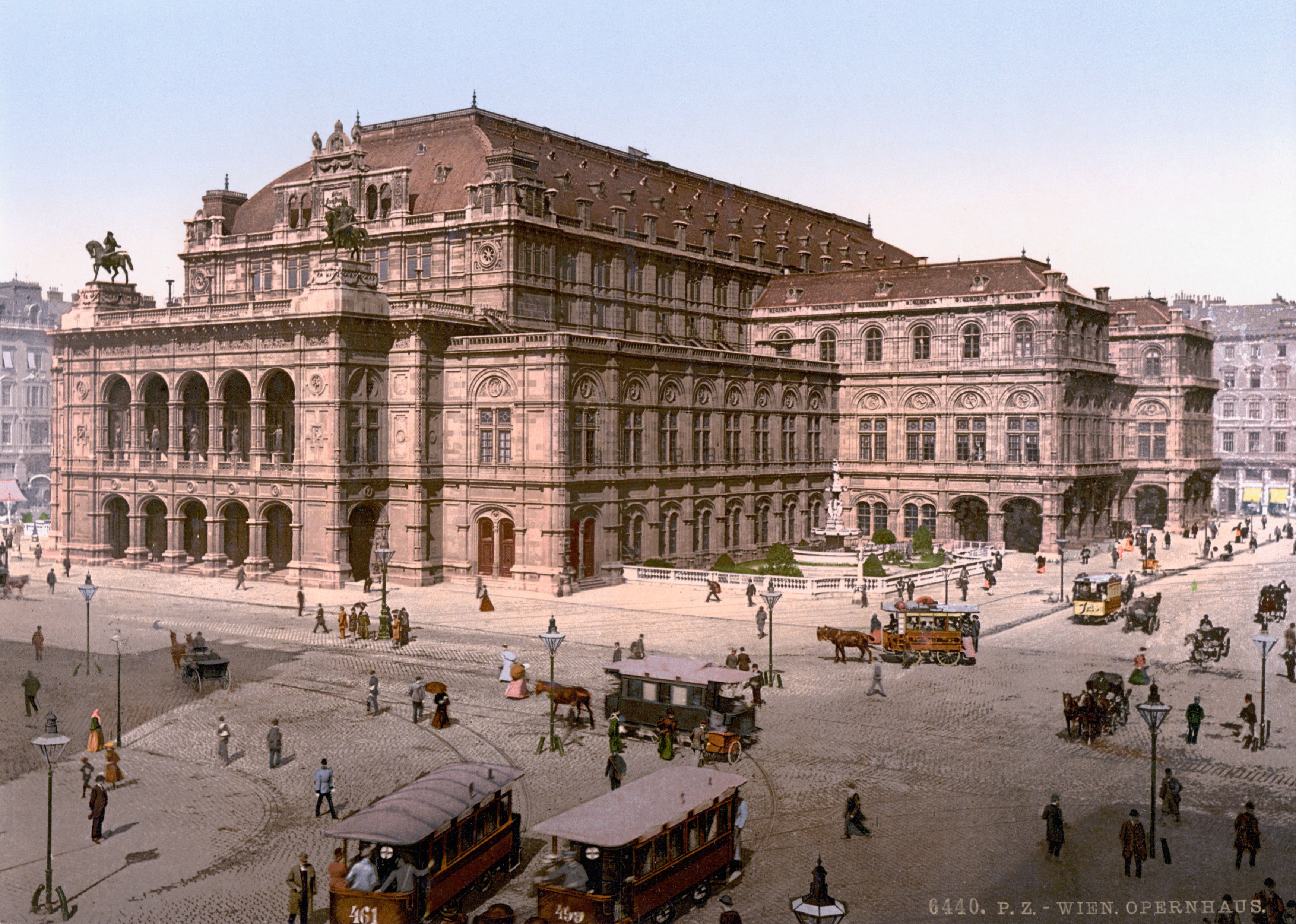
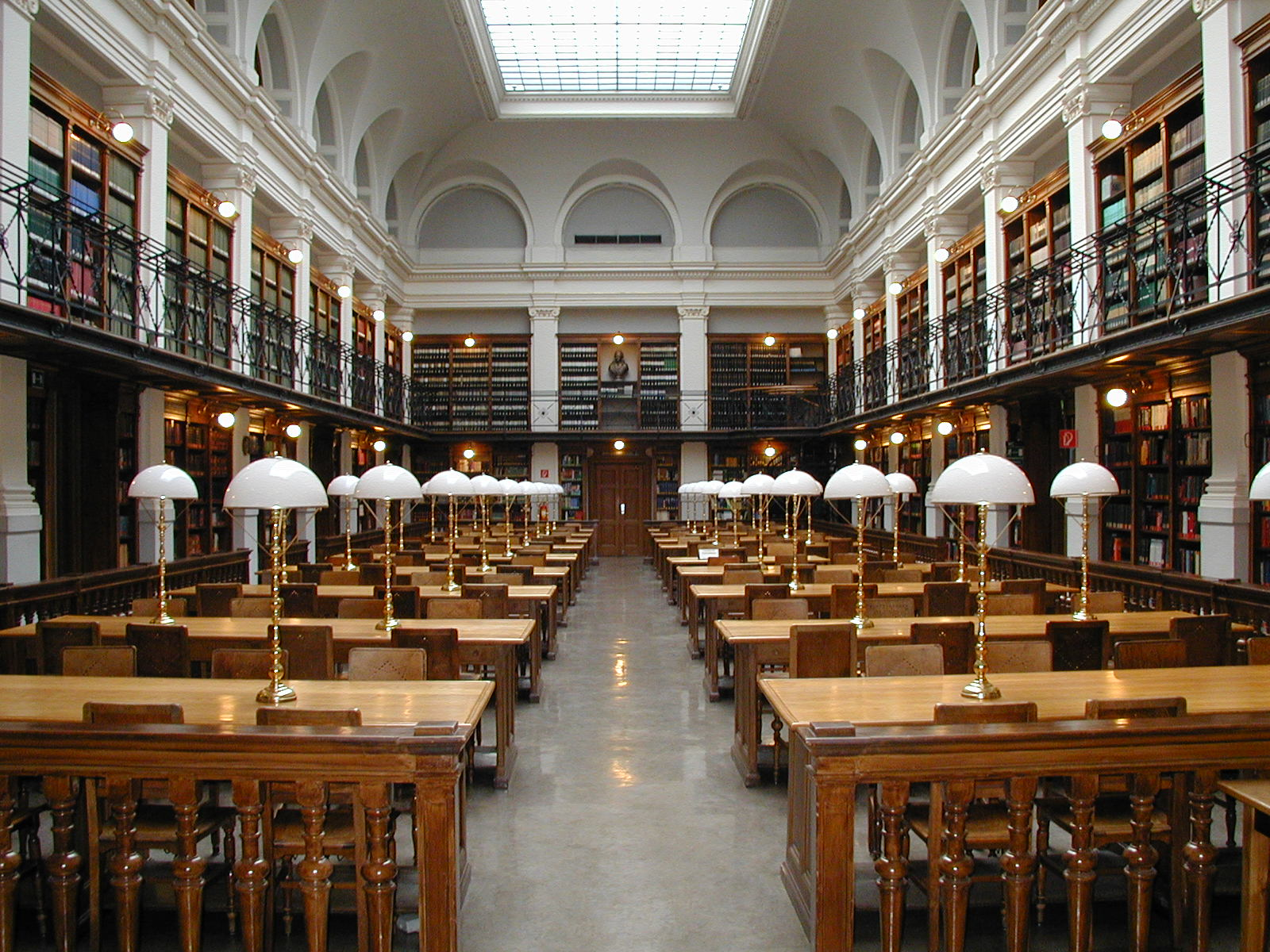

## وصلات خارجية
- تاريخ وطرز: الطرز الجديدة الأخرى في القرن التاسع عشر